# Snake Mountain (Vermont)
Snake Mountain är ett berg i delstaten Vermont i USA, beläget mellan Addison och Weybridge.  Det är 392 meter högt ovanför Lake Champlain.

## Historia
På Addisonsidan finns en gammal väg, som byggdes där hotellet Grand View Hotel en gång stod. Det byggdes 1870 och stängde 1925, då kurorter drog turismen till Champlain Valley och bilen, som inte kunde köras uppför den branta gyttjiga vägen, blivit allt vanligare.